# Die Chance seines Lebens
Die Chance seines Lebens (Originaltitel: Fast Break) ist eine US-amerikanische Filmkomödie aus dem Jahr 1979. 

## Handlung
David Greene ist ein leidenschaftlicher Basketballfan. Obwohl er in Brooklyn ein Feinkostgeschäft hat, ist sein größter Traum seinen Lebensunterhalt als Basketballtrainer zu verdienen. So verschickt er immer und immer wieder Bewerbungen, um vielleicht irgendwo ein College-Team coachen zu dürfen. Derweil will seine leidgeprüfte Frau Jan nichts anderes als ein Haus kaufen und eine Familie gründen. Gerade als er dabei ist seinen Traum aufzugeben, erhält er ein Angebot der Cadwallader University, die ihm 60 US-Dollar für jeden Sieg zahlt und einen lukrativen Vertrag anbietet, sofern die Männermannschaft über eines der Top-10-Teams, die Basketballer der Nevada State, siegen kann. Gemeinsam mit seinem Freund Hustler baut er eine etwas verrückte, aber dennoch schlagkräftige Truppe zusammen.

## Kritik
„Bieder-naive Aufsteigerkomödie um den amerikanischen Glauben an den Erfolg aus eigener Kraft; überwiegend langweilend, dramaturgisch schwach und in den nur oberflächlich skizzierten Konflikten läppisch und voraussehbar.“

## Hintergrund
Der Film kam am 2. März 1979 in New York City in die Kinos. In Deutschland wurde der Film zum ersten Mal am 28. Juli 1987 auf ZDF ausgestrahlt.